# Voyelle antérieure
Une voyelle antérieure est une voyelle caractérisée par une position de la langue aussi avancée que possible dans la bouche, sans un resserrement excessif, qui entraînerait l'émission d'une consonne.
Les voyelles antérieures identifiées par l'Alphabet phonétique international  sont les suivantes :
- Voyelle fermée antérieure non arrondie [i]
- Voyelle fermée antérieure arrondie [y]
- Voyelle pré-fermée antérieure non arrondie [ɪ]
- Voyelle pré-fermée antérieure arrondie [ʏ]
- Voyelle mi-fermée antérieure non arrondie [e]
- Voyelle mi-fermée antérieure arrondie [ø]
- Voyelle mi-ouverte antérieure non arrondie [ɛ]
- Voyelle mi-ouverte antérieure arrondie [œ]
- Voyelle pré-ouverte antérieure non arrondie [æ]
- Voyelle ouverte antérieure non arrondie [a]
- Voyelle ouverte antérieure arrondie [ɶ]

Dans certaines langues, la phonologie des voyelles antérieures ouvertes est différente de celle des autres voyelles antérieures.

## Effet sur la consonne précédente (en diachronie)
Dans la phonologie de nombreuses langues indo-européennes, les voyelles antérieures ont eu, dans le temps, un effet particulier sur certaines consonnes vélaires précédentes en les faisant évoluer vers des consonnes alvéolaires, post-alvéolaires ou palatales. Des effets similaires peuvent être observés dans d'autres langues, comme le japonais. Il s'agit d'un phénomène de palatalisation.
Cette évolution a des conséquences sur l'orthographe lorsque celle-ci conserve à l'écrit la consonne étymologique : la lettre qui la représente adopte alors deux prononciations, selon la nature de la voyelle qui la suit. En se limitant aux langues indo-européennes, on trouve comme exemples le "c" et le "g" dans les langues romanes comme l'italien et le français (avec des réalisations phonétiques variables) ainsi que le "k" dans les langues germaniques comme le norvégien et le suédois. L'anglais suit le même modèle que le français mais moins régulièrement.
|              | Avant voyelle postérieure : dur | Avant voyelle antérieure : doux |
| "C" anglais  | call [kɒɫ]                      | cell [sɛɫ]                      |
| "G" anglais  | gall [gɒɫ]                      | gel [dʒɛɫ]                      |
| "C" français | calque [kalk]                   | cela [səla]                     |
| "G" français | gare [gɑʁ]                      | gel [ʒɛl]                       |
| "C" italien  | cara [kaɾa]                     | ciao [tʃao̯]                     |
| "G" italien  | gallo [gallo]                   | genere [dʒɛnɛɾɛ]                |
| "K" suédois  | karta [kɑːʈa]                   | kär [çæːr]                      |